# Zabiliwszczyna
Zabiliwszczyna (ukr. Забілівщина) – wieś na Ukrainie, w obwodzie czernihowskim, w rejonie niżyńskim, w hromadzie Borzna. W 2001 liczyła 528 mieszkańców, wśród których 522 wskazało jako ojczysty język ukraiński, 4 rosyjski, a 2 białoruski.